# Wolfgang Hermann (Politiker)
Wolfgang Hermann (* 4. November 1944 in Breslau) ist ein deutscher Politiker (FDP). Von 2003 bis 2008 war er Mitglied des Niedersächsischen Landtages.

## Leben
Nach der Mittleren Reife im Jahr 1962 machte Wolfgang Hermann eine Lehre als Kfz-Elektriker, von 1968 bis 1971 war er Kfz-Mechaniker-Geselle. 1971 erhielt er den Meisterbrief. Seit 1971 ist er selbstständiger Kfz-Mechaniker-Meister. Bis 2003 war er ehrenamtlicher Richter beim Arbeitsgericht Göttingen und beim Finanzgericht in Hannover.
Wolfgang Hermann war von März 2003 bis Januar 2008 Mitglied des Niedersächsischen Landtages für den Wahlkreis Northeim. Er war Sprecher der FDP-Fraktion für Wirtschaft, Arbeit, Verkehr, Technologie und Tourismus. Ferner war er ordentliches Mitglied im Ausschuss für Wirtschaft, Arbeit und Verkehr und stellvertretendes Mitglied im Ausschuss für den ländlichen Raum, Ernährung, Landwirtschaft und Verbraucherschutz.